# Sydney Seymour Simpson
Pour les articles homonymes, voir Simpson.
Sydney Seymour Simpson (18 novembre 1856-1939) est un fermier et homme politique provincial canadien de la Saskatchewan. Il représente la circonscription de Battleford à titre de député du Parti libéral de la Saskatchewan de 1908 à 1917.

## Biographie
Né à Lesham (en) dans le Yorkshire de l'Ouest en Angleterre, Simpson est le fils de Michael H. Simpson. En 1883, il s'établit dans l'ouest du canada dans la région de Battleford. Il épouse Margaret Ann Speers.